# Seznam novozelandskih tenisačev
Seznam novozelandskih tenisačev.

## D
- Marcus Daniell

## E
- Marina Erakovic

## M
- Ben McLachlan

## N
- Mark Nielsen

## P
- Onny Parun

## R
- Julie Richardson

## S
- Artem Sitak
- Jose Rubin Statham

## V
- Michael Venus

## W
- Katherine Westbury
- Tony Wilding